# Younes Taha
Younes Taha El Idrissi (en árabe: يُونُس طٰهٰ الْإِدْرِيسِيّ‎; Drachten, Países Bajos, 27 de noviembre de 2002) es un futbolista marroquí que juega como centrocampista en el F. C. Groningen de la Eredivisie.

## Trayectoria
Se incorporó al PEC Zwolle en el verano de 2022 procedente del FC Volendam sin haber sido titular en ningún partido con el Volendam. Firmó con el PEC Zwolle un contrato de dos años con opción a un tercero.
Debutó en liga en la Eerste Divisie el 7 de agosto de 2022 en la victoria por 2-1 contra De Graafschap Doetinchem.
El 12 de septiembre de 2022 marcó su primer gol profesional a domicilio contra el Jong AZ. En octubre de 2022 su contrato con el PEC Zwolle mejoró y se amplió un año más.

## Selección nacional
Nacido en los Países Bajos, es de ascendencia marroquí. Fue convocado para la selección de Marruecos sub-23 en marzo de 2023.

## Estadísticas

### Clubes
Actualizado al último partido disputado el 14 de septiembre de 2024.
| Club                        | Div.          | Temporada     | Liga  | Liga  | Liga   | Copas nacionales | Copas nacionales | Copas nacionales | Copas internacionales | Copas internacionales | Copas internacionales | Total | Total | Total  |
| Club                        | Div.          | Temporada     | Part. | Goles | Asist. | Part.            | Goles            | Asist.           | Part.                 | Goles                 | Asist.                | Part. | Goles | Asist. |
| --------------------------- | ------------- | ------------- | ----- | ----- | ------ | ---------------- | ---------------- | ---------------- | --------------------- | --------------------- | --------------------- | ----- | ----- | ------ |
| PEC Zwolle · Países Bajos   | 2.ª           | 2022-23       | 33    | 14    | 1      | 0                | 0                | 0                | —                     | —                     | —                     | 33    | 14    | 1      |
| PEC Zwolle · Países Bajos   | Total club    | Total club    | 33    | 14    | 1      | 0                | 0                | 0                | 0                     | 0                     | 0                     | 33    | 14    | 1      |
| F. C. Twente · Países Bajos | 1.ª           | 2023-24       | 20    | 3     | 1      | 1                | 0                | 0                | 2                     | 0                     | 1                     | 23    | 3     | 2      |
| F. C. Twente · Países Bajos | 1.ª           | 2024-25       | 4     | 0     | 0      | 0                | 0                | 0                | 2                     | 0                     | 0                     | 6     | 0     | 0      |
| F. C. Twente · Países Bajos | Total club    | Total club    | 24    | 3     | 1      | 1                | 0                | 0                | 4                     | 0                     | 1                     | 29    | 3     | 2      |
| Total carrera               | Total carrera | Total carrera | 57    | 17    | 2      | 1                | 0                | 0                | 4                     | 0                     | 1                     | 62    | 17    | 3      |